# 서울동산고등학교
서울동산고등학교(서울동산高等學校)는 대한민국 서울특별시 노원구 공릉동에 위치한 사립 고등학교이다.

## 학교 연혁
- 1968년 3월 2일 : 천호상업전수학교 설립 (설립자 및 초대 교장 유준웅 취임)
- 1980년 1월 24일 : 천호상업고등학교 설립, 학년 당 주간 12학급(남 6, 여 6), 야간 12학급(여 12)
- 1980년 2월 28일 : 천호상업고등학교 신축교사 이전 준공(고덕동 소재)
- 1983년 2월 8일 : 위례상업고등학교로 교명 변경
- 1983년 2월 11일 : 위례상업고등학교 제1회 졸업 (통합 13회 졸업)
- 1991년 3월 4일 : 학교 부지 현 위치 이전 (노원구 공릉동 481-3)
- 1991년 4월 29일 : 여자 축구부 창단
- 1999년 3월 1일 : 위례정보산업고등학교로 교명 변경
- 2004년 9월 16일 : 김종준 이사장 취임
- 2007년 3월 1일 : 학교법인 꽃동산 학원 법인 명칭 변경
- 2007년 3월 1일 : 동산정보산업고등학교로 교명 변경
- 2013년 7월 26일 : 산업분야별 특성화고등학교 지정
- 2018년 2월 8일 : 동산정보산업고등학교 제48회 졸업
- 2021년 3월 1일 : 서울동산고등학교로 교명 변경
- 2021년 9월 1일 : 제15대 이미영 교장 취임
- 2022년 2월 11일 : 서울동산고등학교 제52회 졸업
- 2022년 3월 2일 : 서울동산고등학교 제55회 신입생 입학
- 2024년 6월 27일 : 고교야구 주말리그 후반기 서울권B조 준우승
- 2024년 11월 9일: 제45회 서울특별시장기 U18 고교추계야구대회 준우승
- 2025년 6월 22일: 고교야구 주말리그 후반기 서울권c조 준우승

## 설치 학과
- 보건간호과
- 영유아보육과
- 외식조리과
- 뷰티아트과
- 음악영상컨텐츠과
- 스포츠경영과

## 참고 자료
- 서울동산고등학교 - 한국교육학술정보원 학교알리미